# Älgtjärnen (Stensele socken, Lappland)
Älgtjärnen är en sjö i Storumans kommun i Lappland och ingår i Umeälvens huvudavrinningsområde. Sjön har en area på 0,0606 kvadratkilometer och ligger 382,3 meter över havet.

## Delavrinningsområde
Älgtjärnen ingår i det delavrinningsområde (720407-158229) som SMHI kallar för Mynnar i Grundforsdammen. Medelhöjden är 395 meter över havet och ytan är 17,65 kvadratkilometer. Räknas de 4 avrinningsområdena uppströms in blir den ackumulerade arean 121,3 kvadratkilometer. Joranbäcken som avvattnar avrinningsområdet har biflödesordning 2, vilket innebär att vattnet flödar genom totalt 2 vattendrag innan det når havet efter 224 kilometer. Avrinningsområdet består mestadels av skog (84 procent). Avrinningsområdet har 0,15 kvadratkilometer vattenytor vilket ger det en sjöprocent på 0,8 procent.